# Cerrado (Automarke)
Cerrado war eine brasilianische Automarke.

## Markengeschichte
Ein Unternehmen mit dem Markennamen Cerrado, vermutlich aus der Region Mittelwesten, stellte während der 1970er-Jahre Automobile her.

## Fahrzeuge
Das einzige Modell war ein VW-Buggy. Ein luftgekühlter Vierzylinder-Boxermotor von Volkswagen do Brasil im Heck trieb die Hinterräder an. Die offene Karosserie bestand aus Fiberglas. Hinter den vorderen Sitzen befand sich eine Überrollvorrichtung. Die runden Scheinwerfer waren in die Fahrzeugfront integriert.